# Flusso di ghiaccio Berg
Il flusso di ghiaccio Berg è un flusso glaciale situato sulla costa di English, all'estremità sud-occidentale della Terra di Palmer, in Antartide. Lungo circa 56 km, il flusso glaciale Berg si estende verso nord partendo dall'Altopiano Antartico per poi sfociare nella costa meridionale dell'insenatura di Carroll, tra l'estremità sud-orientale della penisola Rydberg e il nunatak Espenschied, giusto di fronte alla piccola isola Sims, andando ad alimentare la banchisa presente su buona parte dell'insenatura.

## Storia
Il flusso glaciale Berg è stato mappato dallo United States Geological Survey grazie a fotografie aeree scattate dalla marina militare statunitense tra il 1961 e il 1966, e nel 2003 è stato così battezzato dal Comitato consultivo dei nomi antartici in onore di Harold Berg che, tra il 1964 e 1965, al comando della nave da ricerca oceanografica USS Eltanin, in forza al Programma Antartico degli Stati Uniti d'America, prese parte a diverse spedizioni nell'oceano Pacifico meridionale.